# David Violi
David Violi (* in New Jersey) ist ein US-amerikanischer Schauspieler.

## Leben
Ohne Vorkenntnisse in Schauspiel machte Violi seine ersten Schritte als Schauspieler auf verschiedenen Theaterbühnen. In der Folge trat er auf Bühnen des Murray Theatre, des Broadmead Theatre, des Kelsey Theatre oder des Open Air Theatre auf. Erst nach seinem Umzug nach Los Angeles erhielt er eine Ausbildung zum Schauspieler. Ihn verbindet bis heute eine Freundschaft zum Schauspieler Thomas Orth.
Sein Filmschauspieldebüt gab Violi 2001 im Film You Can't Buy Love in der größeren Rolle des Gordon. Im Folgejahr stellte er im Film Jumper die Rolle des George Erbeck dar. Sechs Jahre später spielte er die Nebenrolle des Mike im Film Hollywood Confidential. Seit Mitte der 2010er Jahre ist er regelmäßig in verschiedenen Fernsehproduktionen zu sehen. So wirkte er beispielsweise von 2015 bis 2016 in verschiedenen Rollen in der Fernsehserie My Crazy Ex mit, war 2016 in jeweils einer Episode der Fernsehdokuserien Fatales Vertrauen – Dem Mörder so nah und Deadly Sins – Du sollst nicht töten und war im selben Jahr als Nebendarsteller im Fernsehfilm A Father's Secret tätig. Außerdem spielte er 2016 im Fernsehfilm Elvis lebt! – Nicht tot, nur Undercover als  Joe Esposito mit. 2020 übernahm er im Film Double Down die Rolle des  Ari Reinholtz.

## Filmografie (Auswahl)
- 2001: You Can't Buy Love
- 2002: Jumper
- 2008: Hollywood Confidential
- 2015–2016: My Crazy Ex (Fernsehserie, 2 Episoden, verschiedene Rollen)
- 2016: Fatales Vertrauen – Dem Mörder so nah (Unusual Suspects, Fernsehdokuserie, Episode 8x08)
- 2016: A Father's Secret (Fernsehfilm)
- 2016: Elvis lebt! – Nicht tot, nur Undercover (Elvis Lives!, Fernsehfilm)
- 2016: Deadly Sins – Du sollst nicht töten (Deadly Sins, Fernsehdokuserie, Episode 5x09)
- 2020: Double Down

## Theater (Auswahl)
- Dial "M" for Murder, Murray Theatre
- My Three Angels, Broadmead Theatre
- Puss-In-Boots, Kelsey Theatre
- The Pirates of Penzance, Open Air Theatre